# Municipio de North Albemarle
El municipio de North Albemarle (en inglés: North Albemarle Township) es un municipio ubicado en el  condado de Stanly en el estado estadounidense de Carolina del Norte. En el año 2010 tenía una población de 14.046 habitantes.

## Geografía
El municipio de North Albemarle se encuentra ubicado en las coordenadas 35°22′17.51″N 80°10′56.2″O / 35.3715306, -80.182278.